# St. Mary's 24
St. Mary's 24 är ett reservat i Kanada.   Det ligger i provinsen New Brunswick, i den sydöstra delen av landet, 700 km öster om huvudstaden Ottawa.
I omgivningarna runt St. Mary's 24 växer i huvudsak blandskog. Runt St. Mary's 24 är det mycket glesbefolkat, med 3 invånare per kvadratkilometer.